# Tuppstake
Tuppstaken är en smidesljusstake som har rötterna från 1600-talet. Konstnären Gustaf Ankarcrona designade modellen i början av 1900-talet. Staken var först tillverkad av smeden C.J. Grönlund som började tillverkade den till hemslöjdsutställningen i Leksand 1904. C.J. Grönlund fortsatte sedan att tillverka staken i sin smedja i Leksand. I dag tillverkas och säljs den av Käck & Hedbys Smides AB i Leksand. Tuppstaken ges ofta som gåva då tuppstakens hjärtform symboliserar kärleken. Den har även andra symboler som anknyter till kristendomen (se nedan).
Julen 1995 blev Tuppstaken frimärksmotiv.

## Tuppstakens symboler
- Hjärtat - Kärleken
- Tuppen - Vaksamheten
- Taggarna - Kristi törnekrona
- De tio hålen - Tio Guds bud
- De tre ljusen – Treenigheten
- De tolv löven – De tolv apostlarna